# Домброва (Ґарволінський повіт)
Домброва (пол. Dąbrowa) — село в Польщі, у гміні Ласкажев Ґарволінського повіту Мазовецького воєводства.
Населення — 228 осіб (2011).
У 1975-1998 роках село належало до Седлецького воєводства.

## Демографія
Демографічна структура станом на 31 березня 2011 року:
|          | Загалом | Допрацездатний вік | Працездатний вік | Постпрацездатний вік |
| -------- | ------- | ------------------ | ---------------- | -------------------- |
| Чоловіки | 117     | 26                 | 72               | 19                   |
| Жінки    | 111     | 20                 | 65               | 26                   |
| Разом    | 228     | 46                 | 137              | 45                   |